# Равеннский экзархат

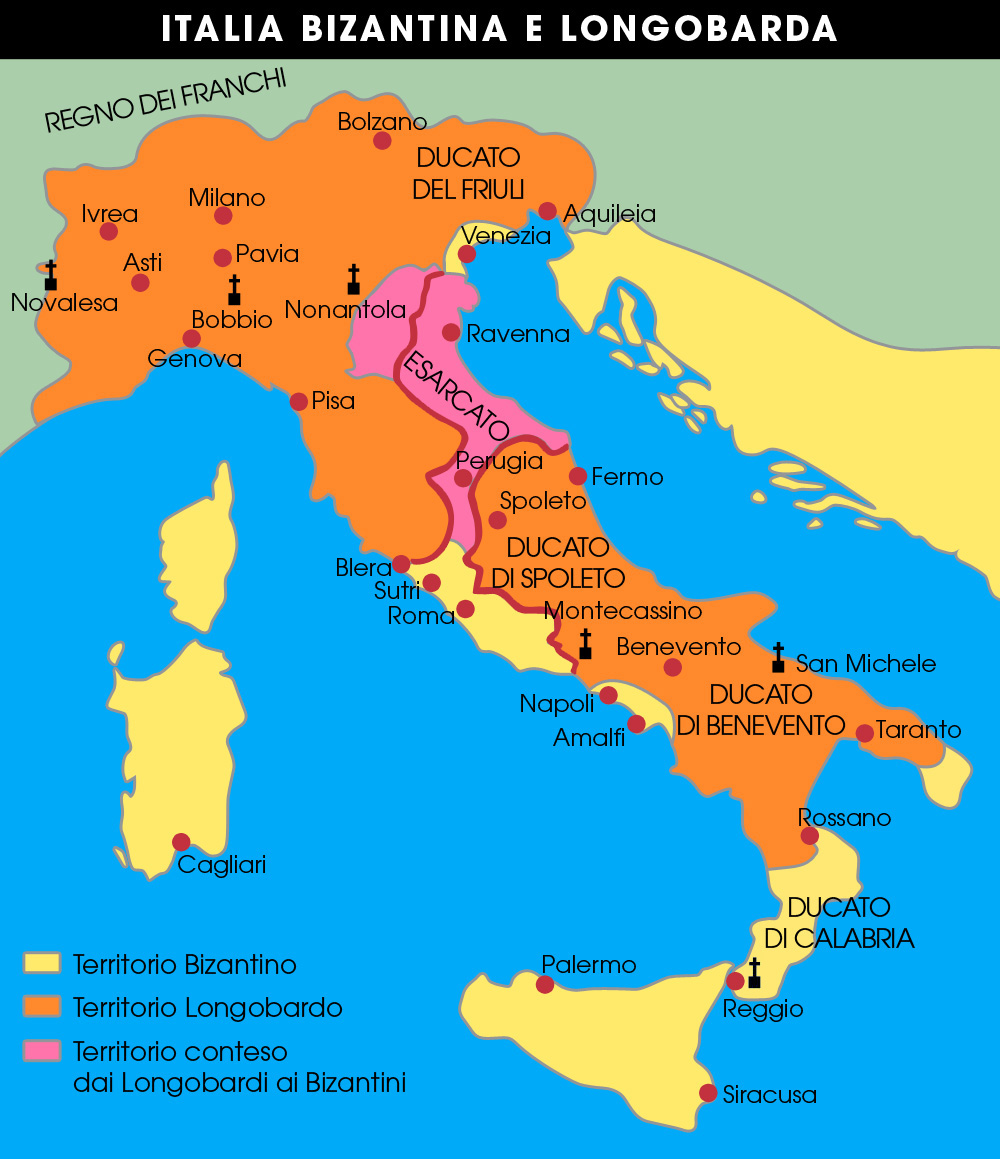
Византийские владения в Италии и Лангобардия

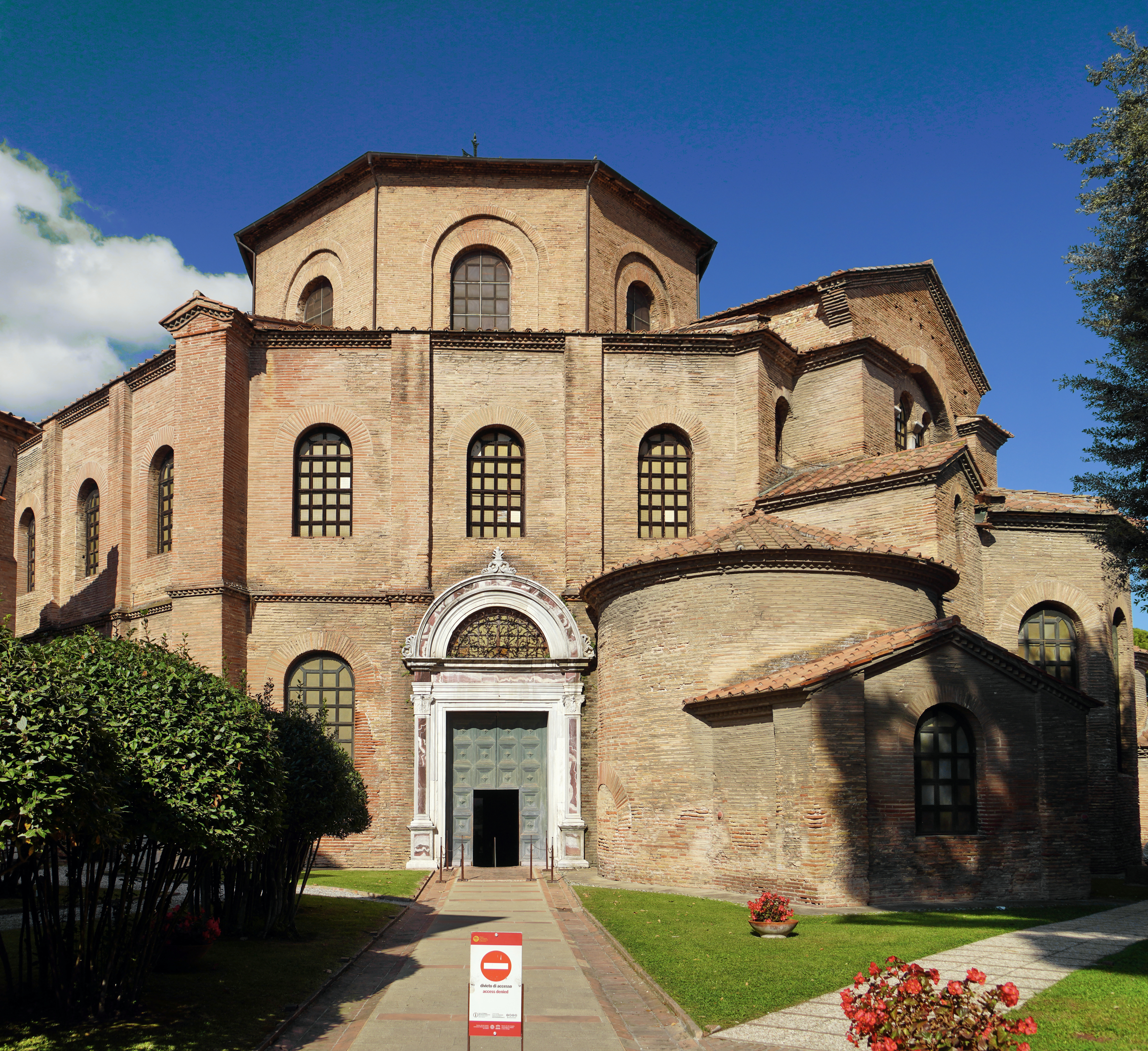
Византийская базилика Сан-Витале в Равенне

Раве́ннский экзарха́т (лат. Exarchatus Ravennatis, греч. Εξαρχάτο της Ραβέννας) или Италья́нский экзарха́т — византийская провинция на Апеннинском полуострове (северо-восток Италии) с центром в городе Равенна. Известен с 584 года как форпост против наступления варваров, созданный византийским императором Маврикием. Завоёван лангобардами в 751 году. После завоевательных походов Пипина Короткого (в 754 году, затем в 756 году) земли Равеннского экзархата перешли к франкам. Затем Пипин Короткий «подарил» их вместе с Римской областью римскому папе, что положило начало Папскому государству.

## Вступление
Равенна стала столицей Западной Римской империи в 402 году при императоре Гонории благодаря прекрасному порту с выходом в Адриатику и идеального (с точки зрения обороны) расположения посреди непроходимых болот. Город оставался столицей империи до её падения в 476 году, когда стал столицей Одоакра, а затем (при Теодорихе) и столицей Королевства остготов. В 540 году во время Византийско-готской войны 535—554 годов Равенна была взята полководцем Восточной Римской империи Велизарием. В годы византийского правления Равенна была резиденцией византийского наместника. В то же время административная структура в Италии следовала (с некоторыми изменениями) старой системе, установленной императором Диоклетианом и сохранённой Одоакром и остготами.

## Вторжение лангобардов и реакция Византии
В 568 году лангобарды, во главе со своим королём Альбоином, совместно с другими германскими племенами, вторглись в северную Италию, которая пострадала во время византийско-готских войн. Местные римские войска были слабы. Захватив ряд городов, в 569 году лангобарды взяли Милан. После трёхлетней осады в 572 году пала Павия, которую лангобарды сделали своей столицей. В последующие годы они взяли Тоскану. Под руководством Фароальда и Зотто лангобарды проникли в Центральную и Южную Италию, где основали герцогства Сполето и Беневенто. После убийства Альбоина в 573 году лангобарды распались на несколько отдельных герцогств («Правление герцогов»).
Византийский император Юстин II попытался воспользоваться этим и в 576 году послал своего зятя Вадуария в Италию. Однако тот был разбит и погиб в сражении, а продолжающийся кризис на Балканах и на Востоке сделали невозможной новую попытку Империи вернуть потерянные земли. Из-за вторжений лангобардов Римские владения оказались расколотыми на несколько обособленных областей, и в 580 году император Тиберий II реорганизовал их в пять провинций (по-гречески эпархий): Аннонария в северной Италии вокруг Равенны, Калабрия, Кампания, Эмилия и Лигурия, Урбикария вокруг Рима (Urbs). Таким образом, к концу VI века новая организация власти была вписана в прочную модель. Равенна, управляемая экзархом (должность учредил император Маврикий в 584 году), который имел гражданскую и военную власть, была ограничена городом, портом и прилегающими землями на север до реки По, за которой лежали земли дукса Венеции (номинально имперского чиновника), а на юге до реки Мареккья, за которой находилось Адриатическое Пятиградие (Пентаполь), находящееся также под властью дукса (номинально представляющего византийского императора).

## Экзархат

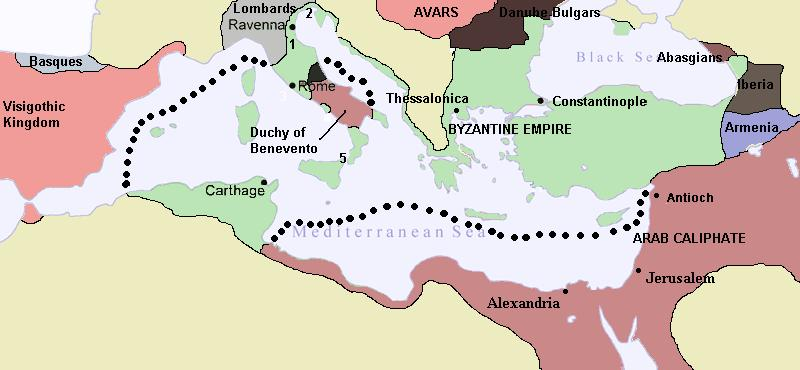
Византийская империя в 650 году при Константине IV

Экзархат был разбит на группу дукатов (Римский, Венецианский, Калабрийский, Луканский, Сполетанский и т. д.), центры которых в большинстве своём были прибрежными городами на Итальянском полуострове с того времени, как лангобарды подчинили своему влиянию внутренние области.
Гражданский и военный глава этих имперских владений, экзарх, был представителем константинопольского императора в Равенне. Прилегающие земли простирались от границы с Венецией на севере до Пятиградия (Пентаполиса) в Римини, границы «пяти городов» в Марках вдоль Адриатического побережья; и достигали даже городов не на побережье, таких как Форли. Вся область на восточных склонах Апеннин находилась в прямом управлении экзарха и составляла Экзархат в буквальном смысле. Прилегающими землями управляли дуксы (duces) и magistri militium, более или менее от него зависимые. С точки зрения Константинополя, Экзархат состоял из итальянских провинций.

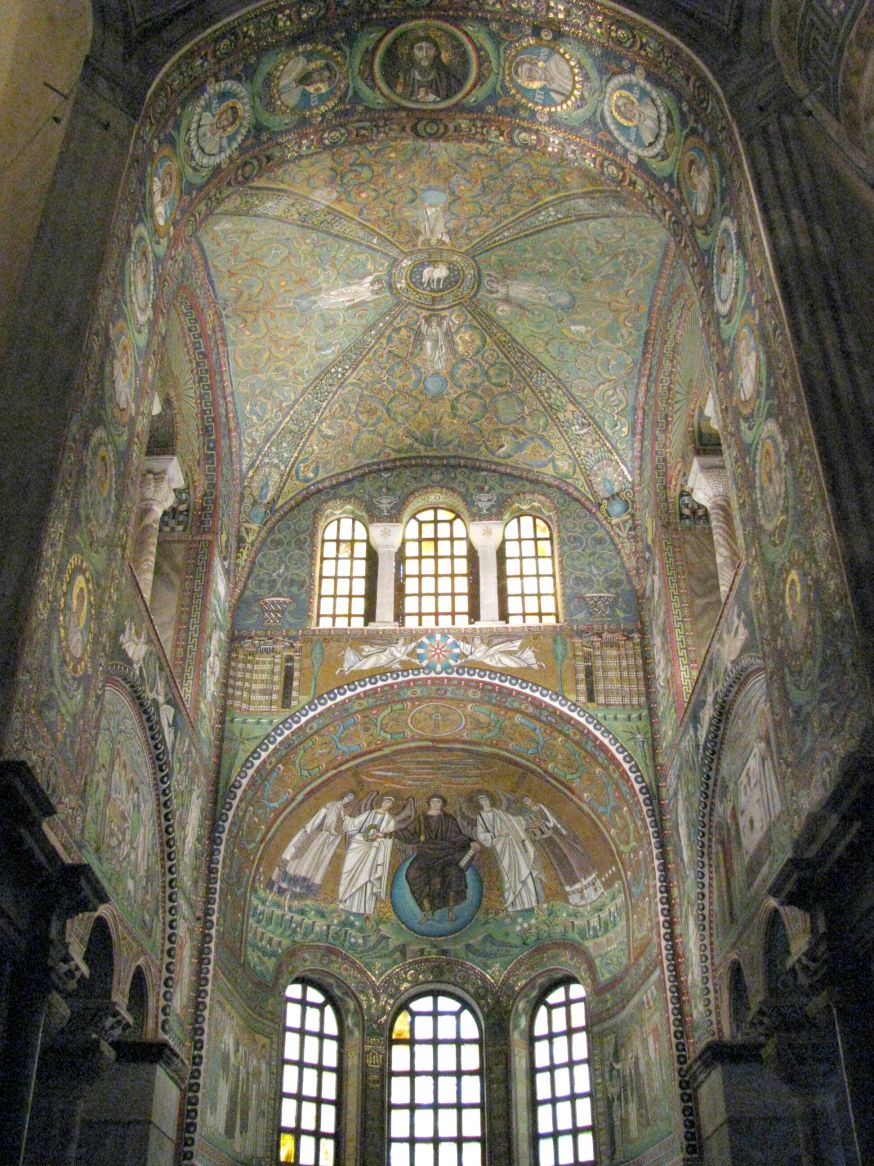
Мозаичное убранство базилики Сан-Витале

Экзархат не был единственным византийским владением в Италии. Византийская Сицилия имела собственную администрацию, а Корсика и Сардиния, пока оставались византийскими, относились к Африканскому экзархату.
Лангобарды разместили свою столицу в Павии и контролировали огромную долину реки По. Лангобарды клином прошли территорию Италии на юг и основали герцогства в Сполето и Беневенто; они контролировали внутренние районы страны, в то время как византийские правители более или менее контролировали побережье.
Пьемонт, Ломбардия, внутренние территории Венеции, Тоскана и внутренние области Неаполя принадлежали лангобардам, и постепенно представитель Империи в Италии потерял всю реальную власть, хотя номинально он контролировал такие области как Лигурия (окончательно оставленная Лангобардам в 640 году), или Неаполь и Калабрия (захваченную лангобардским герцогом Беневентским). В Риме же реальным хозяином был Папа.
Около 740 года Экзархат включал в себя Истрию, Венецию (за исключением непосредственно венецианской лагуны, постепенно становившейся самостоятельным городом-государством, предшественником будущей Венецианской республики), Феррару, Равенну (экзархат в узком смысле) с Пятиградием (Пентаполисом) и Перуджу.
Эти фрагменты, оставшиеся от Италии, отвоёванной Юстинианом, были также все потеряны в пользу лангобардов, окончательно захвативших Равенну около 750 года, а также из-за раскола с папой, который окончательно отложился от Империи в результате спора об иконопочитании.
| Годы правления | Экзарх                       |
| -------------- | ---------------------------- |
| 553—568        | Нарсес (как префект)         |
| 569—574        | Лонгин                       |
| 574—577        | Бадуарий                     |
| 584—585        | Деций (как экзарх)           |
| 585—589        | Смарагд                      |
| 589—598        | Роман                        |
| 598—603        | Каллиник                     |
| 603—611        | Смарагд (повторно)           |
| 611—616        | Иоанн I Лемигий              |
| 616—619        | Элефтерий                    |
| 619—625        | Григорий I                   |
| 625—643        | Исаак                        |
| 643—645        | Феодор I Каллиопа            |
| 645—649        | Платон                       |
| 649—652        | Олимпий                      |
| 653—666        | Феодор I Каллиопа (повторно) |
| 666—678        | Григорий II                  |
| 678—687        | Феодор II                    |
| 687—702        | Иоанн II Платин              |
| 702—710        | Феофилакт                    |
| 710—711        | Иоанн III Ризокоп            |
| 711—713        | Энтихий                      |
| 713—723        | Схоластик                    |
| 723—727        | Павел                        |
| 728—752        | Евтихий                      |